# Фортеця Кутлак
Фортеця Кутлак (крим. Qutlaq qalesi) — оборонна фортифікаційна споруда, що існувала на схилі гори Караул-Оба над Чорним морем поблизу села Веселе (Кутлак) в I столітті до н. е.

## Історія

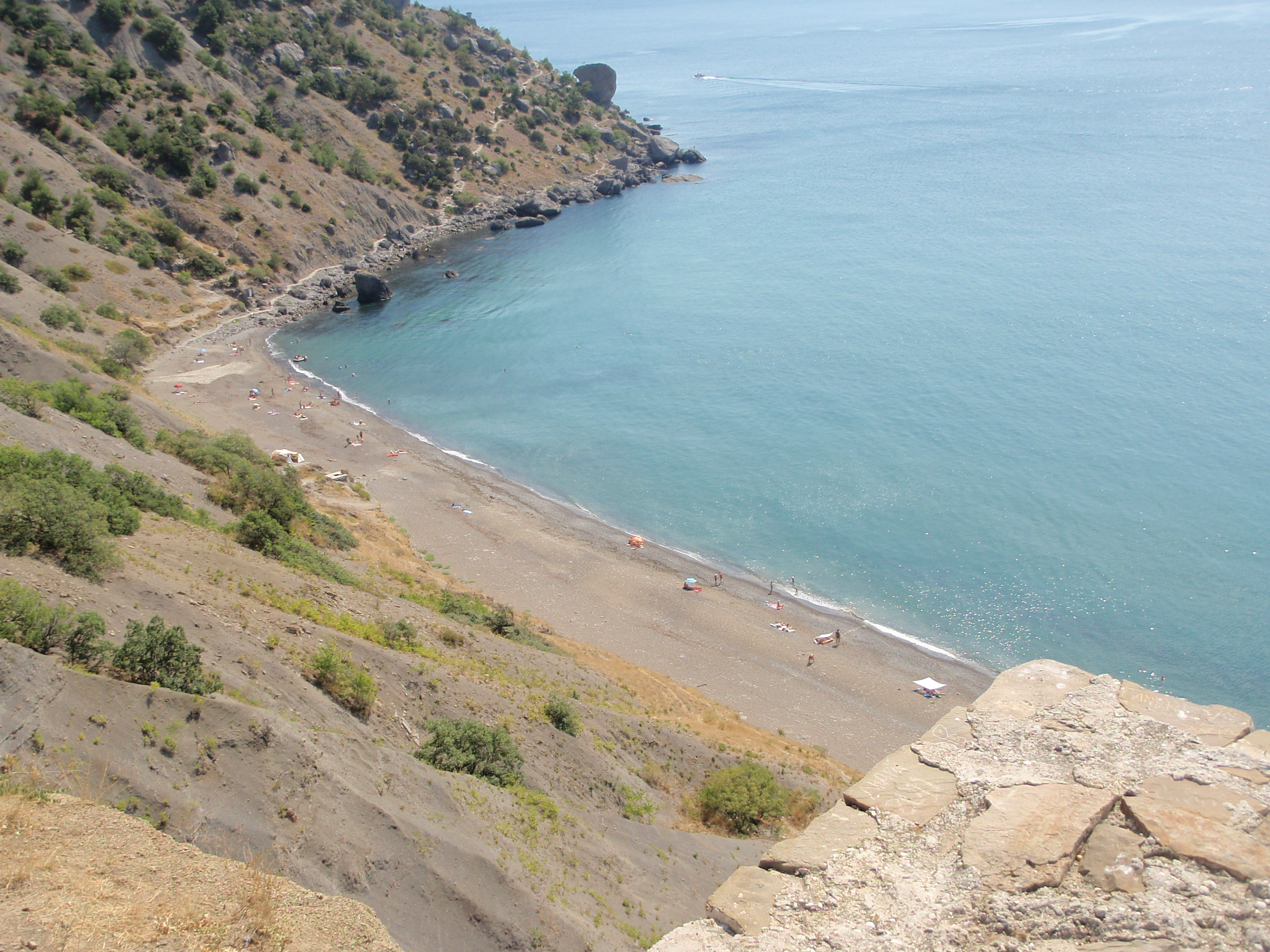
Панорама бухти і пляжу з боспорської фортеці.

Кутлакська фортеця розташована поблизу моря, за чотири кілометри на південний схід від сучасного села Веселого. Місце для фортеці вибрали на плато західного схилу гірського масиву Караул-Оба. Пам'ятка була виявлена в 1982 році. Засновано укріплення було в середині І ст. до н. е. і розглядається дослідниками як прикордонний приморський форт, що належав Боспорському царству. Ймовірно, фортеця була збудована під час правління боспорського царя Асандра (47-17 роки до н. е.) і призначалась для контролю за племенами таврів та для боротьби з морським піратством та забезпечення безпеки каботажного плавання за маршрутом Боспор — Херсонес. Кутлакське укріплення могло охороняти порт Афінеон, який, найбільш ймовірно, знаходився тут же, на березі Кутлацької бухти. Фортеця припинила існування на межі нової ери. Гарнізон був виведений, вивезені всі цінні речі, фортеця зруйнована.

## Опис фортеці

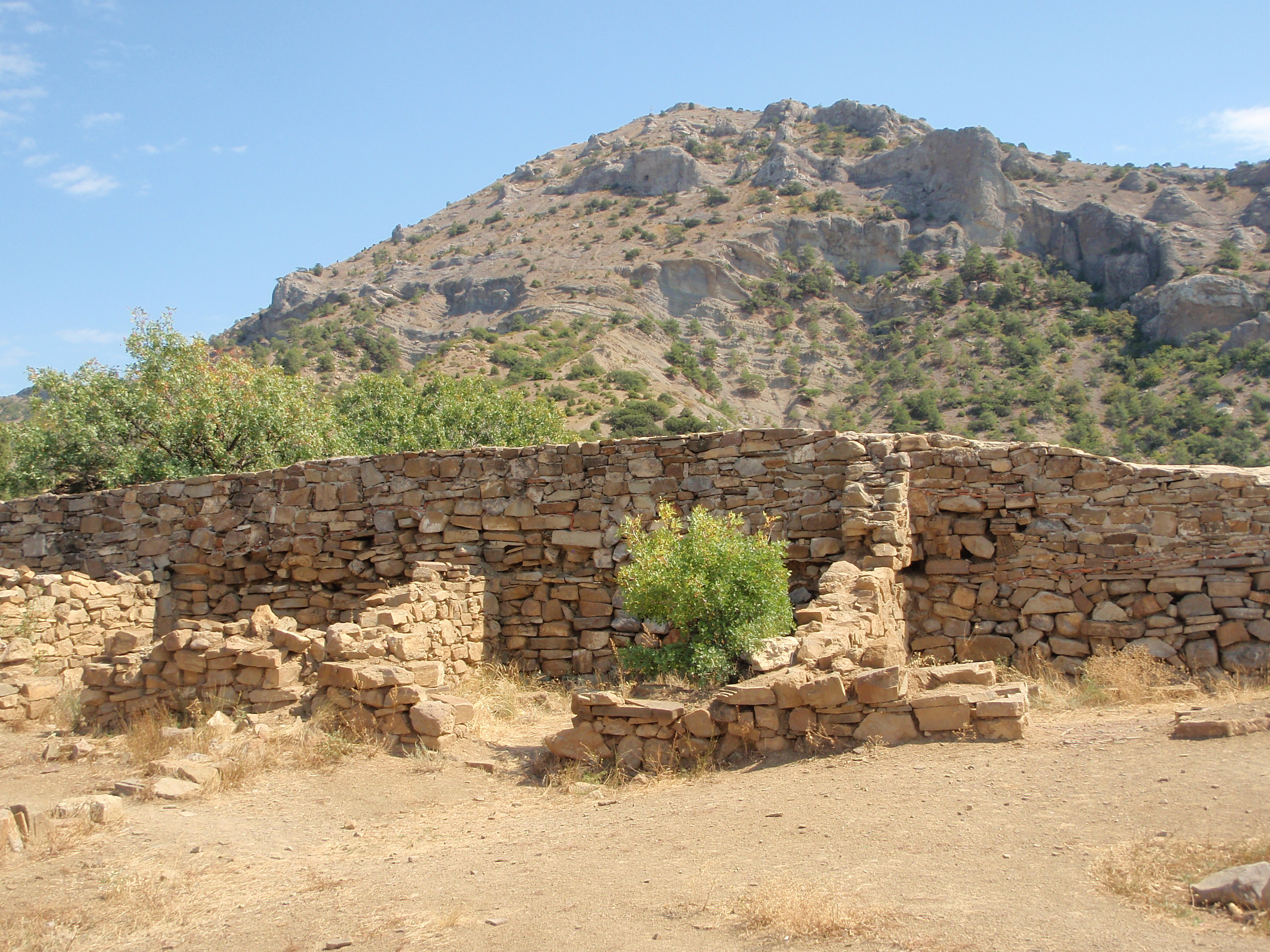
Залишки фортеці Кутлак.

Укріплення площею приблизно 1,5 тис. кв.м. і периметром оборони близько 200 м. На значних ділянках стіни збереглися до 3-4 метрів в висоту. Збудовані вони з плит місцевого сланцю і пісковика на глині. Очевидно, їх початкова висота з парапетами досягала 5-6 метрів. Товщина стін різна, від майже трьох до півтора метрів. Укріплення збудовано в формі п'ятикутника з чотирма потужними, колись двоповерховими, прямокутними вежами і бастіоном на північно-західному куті. Фортеця мала повний периметр стін, але з півдня, над урвищем, збудували не повноцінну стіну, а капітальну огорожу. Одна з башт, розмірами 10 на 10 метрів, виконувала роль донжона. Всередині фортеці виявлені розкопками казарми, чотири будинки і криниця. Тут знаходився гарнізон чисельністю до 100 чоловік.

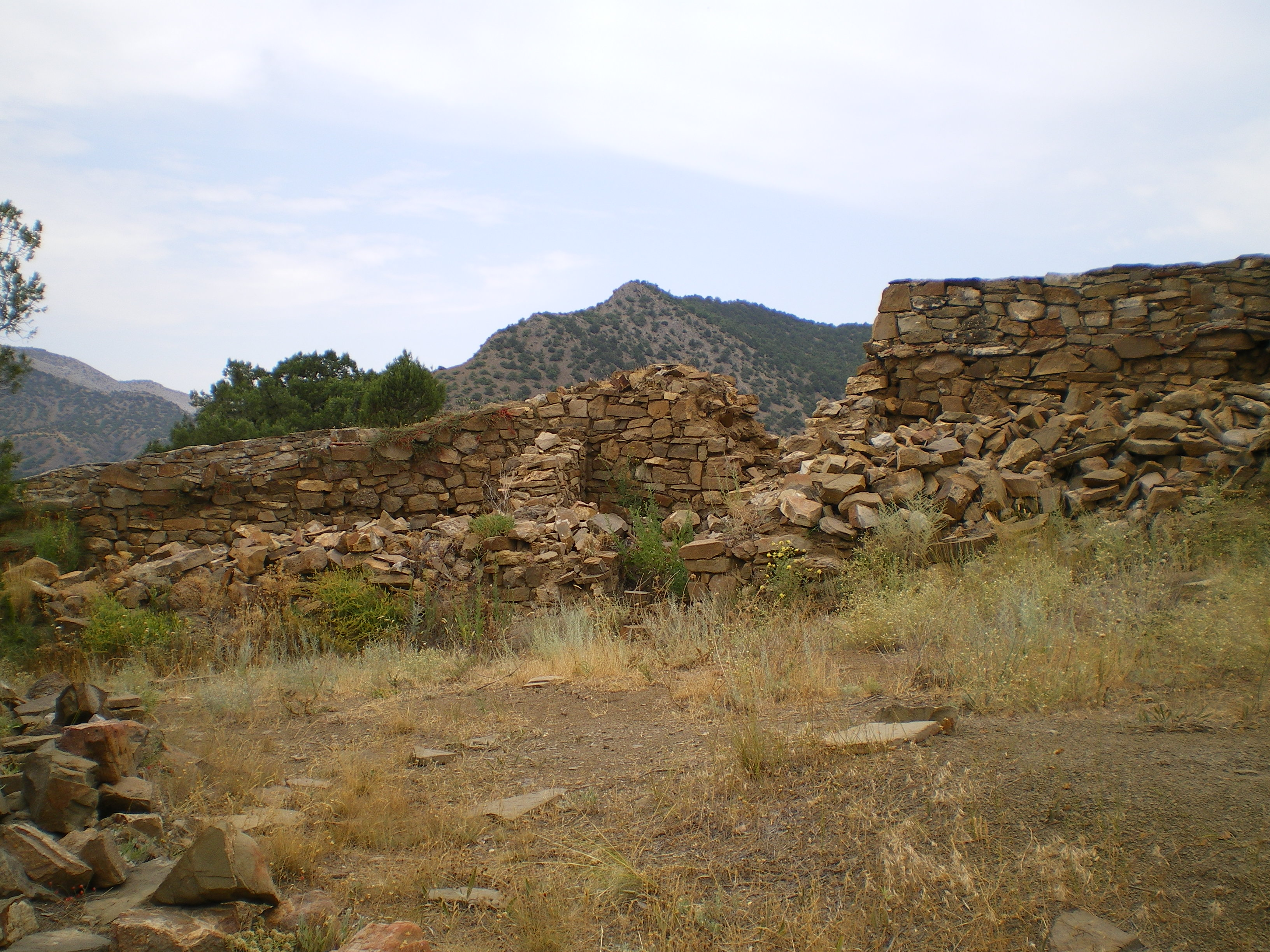
Фортеця Кутлак, І ст. до н. е

## Дослідження фортеці
Була виявлена в 1982 році археологом І. А. Барановим. Досліджувалася Кутлацькою експедицією під керівництвом С. Б. Ланцова. Результати роботи експедиції були опубліковані в журналі «Археологія Криму» в 1997 році.